# Batman és Harley Quinn
A Batman és Harley Quinn (eredeti cím: Batman and Harley Quinn) 2017-ben megjelent egész estés amerikai 2D-s számítógépes animációs film, amelyet eredetileg DVD-n adtak ki. Az animációs film a Batman: A rajzfilmsorozat 25 éves jubileuma alkalmából készült. Az írói Paul Dini, Bill Finger, James Krieg és Bruce Timm, a rendezője Sam Liu, a zeneszerzői Michael McCuistion, Lolita Ritmanis és Kristopher Carter, a producere Alan Burnett. A videofilm a DC Entertainment és a Warner Bros. Animation gyártásában készült. A film érkezését 2016. július 22-én jelentették be a Batman: Gyilkos tréfa című film premierjén, a San Diegó-i Comic-Conon. Timm úgy nyilatkozott, mivel a forgatókönyvet ő írta, a film része a DC animációs univerzumnak. Műfaját tekintve akciófilm és kalandfilm. Amerikában 2017. augusztus 29-én adta ki DVD-n és Blu-rayen a Warner Home Video, Magyarországon 2017. szeptember 6-án jelent meg DVD-n a ProVideo forgalmazásában.

## Cselekmény
Batman és Éjszárny összefognak egyik ellenségükkel, Harley Quinn-nel, hogy megállítsák Méregcsókot és Növényembert, akik növényekké akarják változtatni az embereket.
Az egy ideje szabadlábon élő és polgári foglalkozásként egy éjjeli bárban felszolgálóként dolgozó Harley-t Éjszárny kutatja fel, míg Batman az ARGUS-nál, az Egyesült Államok szövetségi ügynökségénél keres választ Méregcsókék tervére. Batman megtudja, hogy az ellopott információk Mocsárlény születésének körülményeit tartalmazzák, és hogy elraboltak egy tudóst, aki segíthet Méregcsókéknak abban, hogy a folyamatot újragenerálva minden embert a Földön növénnyé változtassanak. Mindeközben Éjszárny meggyőzi Harley-t, hogy segítsen nekik.
Harley vezetésével Batman és Éjszárny Bludhavenben megtalálja Méregcsókot, aki szomorúan és csalódottan látja, hogy barátnője az ellenséget segíti. Növényember halálosan megsebzi a tudóst, majd miközben a hely felrobban, ők elmenekülnek. A tudós utolsó szavaival elmondja Harly-éknak, hogy Méregcsókék Louisiana felé tartanak, ahhoz a mocsárhoz, ahol Mocsárlény született. Harley sírva próbálja meggyőzni Méregcsókot, hogy adja fel tervét, é végül a barátságuk győz, Méregcsók eláll a világ pusztulását is eredményezhető tervtől. Megjelenik Mocsárlény is, aki figyelmezteti Növényembert, hogy terve nem a legideálisabb megoldás nemes céljai érdekében, azonban közli, ő nem avatkozik közbe, csupán tanácsot adott. Batman és Éjszárny tanácstalan abban, miképp tudnák megállítani Növényembert, amikor Harley közli velük, az végül is csak növény...és megkérdezi tőlük, van-e gyufájuk. A két szuperhős hálás Harley-nak aki mindkét arcára egy-egy puszit kap ennek jeléül.
A stáblista utáni zárójelenetben láthatjuk, hogy Harley saját showt vezet Kérdezze Dr. Quinzel-t! címmel, ahol betegeit szembesíti a saját félelmeivel.

## Szereplők
| Szereplő                    | Eredeti hang             | Magyar hang    |
| --------------------------- | ------------------------ | -------------- |
| Batman / Bruce Wayne        | Kevin Conroy             | Varga Gábor    |
| Harley Quinn                | Melissa Rauch            | Dögei Éva      |
| Éjszárny / Dick Grayson     | Loren Lester             | Gacsal Ádám    |
| Méregcsók / Pamela Isley    | Paget Brewster           | F. Nagy Erika  |
| Növényember / Jason Woodrue | Kevin Michael Richardson | Varga Rókus    |
| Wesley                      | Eric Bauza               | Kapácsy Miklós |
| Bobby Liebowitz             | Trevor Devall            | ?              |
| Sarge Steel                 | John DiMaggio            | Seder Gábor    |
| Mocsárlény                  | John DiMaggio            | Bolla Róbert   |
| Rhino                       | Robin Atkin Downes       | Bolla Róbert   |
| Harold Goldblum             | Rob Paulsen              | ?              |
| Építésvezető                | Mindy Sterling           | ?              |
| Booster Gold                | Bruce Timm               | ?              |
| Idős nő                     | N/A                      | Bessenyei Emma |

## Gyártás
A film rendezője Sam Liu, aki korábban már három DC animációs film készítésében is közreműködött. A történetet Bruce Timm és Jim Kriegrel írta. Batman hangját Kevin Conroy, Éjszárnyét Loren Lester kölcsönzi, csakúgy mint a Batman: A rajzfilmsorozat és a The New Batman Adventures sorozatban.  Harley Quinnt az Agymenők sorozatból ismert Melissa Rauch szólaltatja meg, a karakter története során először. Wes Gleason hangmérnök szerint így megtartva a 25 éves Batman: A rajzfilmsorozat karaktereinek fő vonásait. Az első hivatalos előzetes az Entertainment Weekly-ben volt látható 2017. május 25-én. Oliver Gettell szerint " Batman és Harley Quinn 48 órás stílusos kalandozása sokkal komikusabb kicsengésű, mint voltak a DC legújabb animációs adaptációi, így például a Batman: Gyilkos tréfa." Utóbbi film pénzügyi sikerének köszönhetően azonban a film mozikban csak az Egyesült Államokban került bemutatásra, és csak egy éjszakára, 2017. augusztus 14-én. A következő héten Blu-ray discre és DVD-re is elkészítették, augusztus 29-én pedig megjelent ez a két kiadás is. A DR Movie forgalmazásában Dél-Koreában is megjelent.

## Fogadtatás
A film vegyes kritikát kapott. A kritikusok pozitív kritikával illették Conroy és Lester szinkronját, valamint az animációt magát, de kritizálták a forgatókönyvet és Rauchot mint Harley Quinnt. A Rotten Tomatoes oldalán a film 50%-os értékelést kapott, átlagosan 5,8 pontot elérve nyolc vélemény alapján. Összességében a film nem tekinthető olyan magas színvonalúnak, mint a DC animációs univerzum oly sok más darabja, amiért sokan a gyenge cselekményt hibáztatják. Érdekesség, hogy a gyermeki csíny mellett erősen keveredik a felnőtteknek szóló erotikával, ami szintén zavart okozhat a nézőben és a rajongókban.